# 乌贾里
乌贾里（Ujhari），是印度北方邦Jyotiba Phule Nagar县的一个城镇。总人口18715（2001年）。

## 人口
该地2001年总人口18715人，其中男性9698人，女性9017人；0—6岁人口3880人，其中男1955人，女1925人；识字率26.87%，其中男性为35.09%，女性为18.02%。